# Brunsbüttel
Brunsbüttel er en industri- og havneby i det nordlige Tyskland, beliggende ved Elbens munding 70 km. nordvest for Hamburg i Slesvig-Holsten. Byen hører til Kreis Dithmarschen og har 13.800 indbyggere [kilde mangler].
Byen er og har historisk været en vigtig havneby, idet den forbinder Nordsøen og Kielerkanalen via store sluseanlæg. Meget af byens erhvervsliv er koncentreret omkring havnen, men byen har tilmed fremstillingsvirksomheder indenfor kemi samt stål- og letmetal. Siden 1977 har byen desuden haft et atomkraftværk. I dag drives det af Vattenfall.

## Historie
De ældste skriftlige kilder er et dokument fra 14. Juli 1286, hvor borgerne lover byens lensherre Ærkebiskoppen af Bremen Giselbert von Brunkhorst, at de ophører med at udplyndre købmændene fra Hamborg. Kirken kendes tilbage til dette tidspunkt.
I 1559 lod ditmarskerne opføre en skanse, som imidlertid blev erobret af Johan Rantzau. Fra gammel tid havde der hersket fri handel, og denne situation blev ikke forandret efter indlemmelsen af Ditmarsken i Holsten. Brunsbüttel var på denne tid et overfartssted over Elben sydover til Freiburg. Skibe fra Brunsbüttel drev handel på Emden, således i 1574.
I 1627 under Kejserkrigen forskansede de kejserlige tropper under Wallenstein sig i Brunsbüttel.
I 1644 under Torstenssonkrigen forskansede danske tropper sig i Brunsbüttel. Flækken blev omgivet med volde og bastioner i et regulært fæstningsanlæg, men kort efter krigen blev fæstningen nedlagt.
I 1676 blev flækken ramt af en oversvømmelse, der ødelage byen bortset fra kirken.
Efter vedvarende tab af land blev Brunsbüttelkoog i det 17. århundrede flyttet længere ind i landet. I 1654 blev kirkegården anlagt og 1679 blev den første gudstjeneste holdt i den nye Jakobskirke. Kirken blev ødelagt af et lyn i 1719. En ny kirke blev opført i 1724.
I 1685 skete et digegennembrud, hvorved kirkegården blev oversvømmet.
1717 oversvømmede en stormflod byens bagland. Først i 1762 lykkedes det med nye diger at stoppe oversvømmelserne endeligt. Den derved opståede Brunsbüttel-Eddelaker-Koog fik i 1772 af den danske konge Christian 7. deres politiske selvstændighed. 1907 blev Brunsbüttel-Eddelaker-Koog forandret til Brunsbüttelkoog, der i 1948 fik sin byerettigheder. Den 1. januar 1970 blev byen Brunsbüttelkoog og kommunen Brunsbüttel, Mühlenstraßen, bydelen Ostermoor, Osterbelmhusen, Westerbelmhusen og Westerbüttel til den nye by Brunsbüttel. To år senere blev Blangenmoor-Lehe Kommune og et ca. 80 ha stort område fra Kreis Steinburg i nabokommunen Büttel en del af byen. På de 80 hektar store område blev Brunsbüttel atomkraftværk bygget.
I den 1. verdenskrig var byen hjemsted for I. U-Boot-Flottille. På grund af Matrosoprøret i Kiel blev der den 5. november 1918 som i Hamborg, Lübeck og Cuxhaven også i Brunsbüttel dannet et soldaterråd. Dermed var byen et af de steder hvor Novemberrevolutionen havde sit udgangspunkt.
De hjemmehørende handelsskibes antal og læstedrægtighed fremgår af nedenstående tabel:
| År   | Antal | kmcl |
| ---- | ----- | ---- |
| 1824 | 31    | 302½ |
| 1832 | 17    | 131  |
| 1833 | 17    | 130½ |
| 1834 | 19    | 134  |
| 1835 | 20    | 140  |
| 1836 | 20    | 131½ |
| 1837 | 20    | 130½ |
| 1838 | 23    | 152½ |
| 1839 | 24    | 156½ |

I 1840 blev oprettet et postkontor. Flæækken havde desuden toldsted med toldforvalter og 3 toldassistenter, apotek, 2 møller.
Sognet havde 3.154 indbyggere i 1855. I flækken fandtes en drengeskole med 60 elever, en pigeskole med 60 elever og en elementarskole med 80 elever; i 1840 tilkom en småbørnsskole.

## Turisme
Brunsbüttels største attraktion er beliggenheden ved Elben og Kielerkanalen. Ved siden af de „nye sluser“ fra 1914 nord for Kielerkanalen ligger Atrium Museum.
Ved hjælp af plancher, skibsmodeller, landskabs- og funktionsmodeller, tekniske objekter, videofilm og historiske udstillingsgenstande kan man opleve opførelsen og driften af verdens mest trafikerede vandvej for havgående skibe fra hele verden.
Der er to udsigtsplatformer og en sikret rundtur, hvorfra der kan ses på sluserne og den internationale trafik på kanalen, når skibene i dagtimerne tages gennem slusen. Derudover er der mulighed for at se på det historiske “Torwagen-drifts-hus” og et såkaldt “Schütz-Antriebskammer”-slusekammer i forbindelse med en rundvisning.
Derudover er Brunsbüttel kendt for sin historiske bymidte med "Jakobuskirche" fra 1677. Musseet og Matthias-Boie-Haus (1779), er to fredede bindingsværkshuse. I nærheden af kanalen opstod der omkring 1900 "das Beamtenviertel" for medarbejderne i den kejserlige kanalforvaltning. Vandtårnet "Wasserturm Brunsbüttel" fra 1911 ved Ostermoorer Straße er et kulturmindesmærke med en særlig betydning. Friluftbadet "Das Brunsbütteler Freibad" ligger på diger ved indfartsområdet til Kielerkanalens nye sluse. Fra diget er der udsigt til den livlige skibstrafik. I samme område er der endvidere svømmehallen "das Hallenbad LUV, en hytteby for grupper og inviduelle rejsende. På den anden side af gaden er der en minigolfplads.
Der er gratis overfart med kanalfærgen og udflugtture på Elben og Kielerkanalen med de to udflugtsbåde Nordstern og Germania.
Siden 2004 afholdes der hvert år sidst i juli på digerne ved Elben "die Wattolümpiade, som er en sportslig og underholdende konkurrence, med deltagere fra hele Tyskland.